# Sahajadpur
Sahajadpur là một thị trấn thống kê (census town) của quận Murshidabad thuộc bang Tây Bengal, Ấn Độ.

## Nhân khẩu
Theo điều tra dân số năm 2001 của Ấn Độ, Sahajadpur có dân số 15.720 người. Phái nam chiếm 48% tổng số dân và phái nữ chiếm 52%. Sahajadpur có tỷ lệ 44% biết đọc biết viết, thấp hơn tỷ lệ trung bình toàn quốc là 59,5%: tỷ lệ cho phái nam là 53%, và tỷ lệ cho phái nữ là 37%. Tại Sahajadpur, 20% dân số nhỏ hơn 6 tuổi.